# Mulungu de Minas
Mulungu de Minas é um distrito do município brasileiro de Porteirinha, no interior do estado de Minas Gerais. Segundo o censo demográfico de 2022, realizado pelo Instituto Brasileiro de Geografia e Estatística (IBGE), sua população era de 2 138 habitantes e havia 751 domicílios particulares permanentes ocupados. Possui área de 97,73 km² conforme a Fundação João Pinheiro (FJP). Foi criado pela lei nº 847 de 6 de maio de 1994.
De acordo com o IBGE, em 2010 a população era de 2 307 habitantes e havia 802 domicílios particulares.